# Jorge Videla
Jorge Rafael Videla (Mercedes, provincie Buenos Aires, 2 augustus 1925 – Marcos Paz, 17 mei 2013) was van 1976 tot en met 1981 president van Argentinië. Hij kwam aan de macht door als luitenant-generaal en hoofd van de militaire junta met geweld een eind te maken aan de regering van Isabel Perón. Videla werd in maart 1981 opgevolgd door Roberto Viola.
Het dictatoriale regime van Videla staat bekend om de talloze gedwongen verdwijningen, babyontvoeringen en martelingen in de zogenaamde vuile oorlog. Hierbij zijn tussen de 22.000 en 30.000 mensen omgekomen.
In 1985 werd Videla veroordeeld tot een levenslange gevangenisstraf voor betrokkenheid bij moorden, ontvoeringen, martelingen en talrijke andere misdaden. In 1990 kreeg hij gratie van president Carlos Menem. Vanaf 1998 stond hij onder huisarrest. Zijn amnestie werd in 2006 opgeheven omdat genocide een vergrijp is waarvoor in de Argentijnse grondwet geen amnestie mogelijk is. Het hoger beroep van Videla werd afgewezen en per oktober 2008 verbleef hij in de militaire gevangenis op de basis Campo de Mayo. Op 22 december 2010 werd hij door een Argentijnse rechtbank opnieuw veroordeeld tot een levenslange celstraf voor misdaden tegen de menselijkheid.
Op 24 november 2011 werd hij weer aangeklaagd, ditmaal voor betrokkenheid bij de dood op 4 augustus 1976 van de toenmalige bisschop van La Rioja, Enrique Angelelli, een verklaard tegenstander van de junta. Deze kwam om het leven door wat officieel als een verkeersongeluk werd beschouwd. De rechter acht inmiddels bewezen dat zijn auto met opzet van de weg is geduwd.
Ook in 2012 volgde er een aanklacht, nu wegens ontvoering van baby's. Op 5 juli 2012 luidde de uitspraak hiervoor 50 jaar gevangenisstraf.
Op 14 april 2012 kwam van zijn hand een boek uit, waarin hij verklaarde dat 7000 à 8000 mensen moesten "verdwijnen" om "de oorlog tegen de subversie van linkse krachten te winnen".
Op 17 mei 2013 overleed Videla op 87-jarige leeftijd in de gevangenis aan de gevolgen van uitglijden onder de douche.
- Bibsys: 1542227322574
- Biblioteca Nacional de Chile: 000043293
- Biblioteca Nacional de España: XX5430292
- Bibliothèque nationale de France: cb17809418v (data)
- Catàleg d'autoritats de noms i títols de Catalunya: 981058614819206706
- Gemeinsame Normdatei: 123420970
- International Standard Name Identifier: 0000 0000 7864 9564
- Library of Congress Control Number: n78015352
- National Archives and Records Administration: 10580357
- Nationale Bibliotheek van Israël: 987007343207605171
- Nederlandse Thesaurus van Auteursnamen: 217529216
- SNAC: w68957sh
- Système universitaire de documentation: 058656235
- Virtual International Authority File: 27978457
- WorldCat: E39PBJdRyMfCBctWhFjxyMxhpP